# Rohovládova Bělá
Rohovládova Bělá (do roku 1923 pouze Bělá; německy Biela) je obec v okrese Pardubice v Pardubickém kraji. Žije zde 642 obyvatel.

## Historie
První písemná zmínka o obci pochází z roku 1361.

## Obyvatelstvo
| Rok            | 1869 | 1880 | 1890 | 1900 | 1910 | 1921 | 1930 | 1950 | 1961 | 1970 | 1980 | 1991 | 2001 | 2011 | 2021 |
| -------------- | ---- | ---- | ---- | ---- | ---- | ---- | ---- | ---- | ---- | ---- | ---- | ---- | ---- | ---- | ---- |
| Počet obyvatel | 452  | 489  | 496  | 457  | 503  | 490  | 550  | 462  | 483  | 403  | 403  | 429  | 436  | 534  | 592  |
| Počet domů     | 60   | 62   | 60   | 65   | 73   | 85   | 98   | 113  | 110  | 106  | 113  | 129  | 134  | 159  | 191  |

## Obecní správa

### Obecní symboly
Znak a vlajka byly obci uděleny rozhodnutím předsedy Poslanecké sněmovny Parlamentu České republiky dne 5. října 2004.

## Pamětihodnosti
- Kostel svatého Petra a Pavla
- Socha Anděla Strážce
- Socha svatého Jana Nepomuckého